# Fotogramas de Plata 2024
La 75a cerimònia de lliurament dels Fotogramas de Plata 2024, lliurats per la revista espanyola especialitzada en cinema Fotogramas, va tenir lloc el 24 de febrer de 2025 al Teatro Barceló de Madrid presentada per Toni Acosta. Va destacar per l'emotivitat dels discursos dels guanyadors. En acabar la gala Antonio Banderas, que va rebre el Fotogramas de Plata a tota una vida de mans de Maribel Verdú, Aitana Sánchez-Gijón i Imanol Arias (que li van entregar un Fotogramas de Plata el 1988), va cantar "Per molts anys" per celebrar el 75è aniversari dels premis.

## Nominacions i votacions
El 20 de desembre de 2024 es va anunciar l'inici de votacions de pel·lícules participants, termini que acabaria el 10 de gener de 2024. El 19 de desembre es va anunciar que el Fotogramas de Plata a tota una vida s'atorgaria a l'actor espanyol Antonio Banderas. El 24 de gener de 2025 es va anunciar que la millor pel·lícula espanyola més votada era Segundo premio d'Isaki Lacuesta i Pol Rodríguez, candidata espanyola als Premis Oscar, amb 137 vots, seguida de Los destellos, de Pilar Palomero (120 vots); La estrella azul, de Javier Macipe (92 vots); Volveréis, de Jonás Trueba (92 vots), i Salve Maria, de Mar Coll (91 vots). El mateix dia es va anunciar que el premi a la millor pel·lícula estrangera era per Anora de Sean Baker, amb 116 vots, que es va imposar a La zona d'interès de Jonathan Glazer (114 vots), La Chimera, d'Alice Rohrwacher (80 vots), Emilia Pérez, de Jacques Audiard (77 votos) i The Holdovers, d'Alexander Payne (75 vots). El dia 25 de febrer es van fer públics els altres premis.

## Candidatures

### Millor pel·lícula espanyola
| Pel·lícula     | Director                       | Resultat  |
| -------------- | ------------------------------ | --------- |
| Segundo premio | Isaki Lacuesta i Pol Rodríguez | Guanyador |

### Millor pel·lícula estrangera
| Pel·lícula | Director   | Resultat  |
| ---------- | ---------- | --------- |
| Anora      | Sean Baker | Guanyador |

### Millor actriu de cinema
| Actriu         | Pel·lícula     | Resultat  |
| -------------- | -------------- | --------- |
| Carolina Yuste | la infiltrada  | Guanyador |
| Emma Vilarasau | Casa en flames | Nominat   |
| Najwa Nimri    | La virgen roja | Nominat   |

### Millor actor de cinema
| Actor            | Pel·lícula                       | Resultat  |
| ---------------- | -------------------------------- | --------- |
| Eduard Fernández | El 47 Marco, la verdad inventada | Guanyador |
| Luis Tosar       | La infiltrada                    | Nominat   |
| Mario Casas      | Escape                           | Nominat   |

### Millor actriu de televisió
| actriu        | Pel·lícula     | Resultat  |
| ------------- | -------------- | --------- |
| Carmen Machi  | Celeste        | Guanyador |
| Blanca Suárez | Respira        | Nominat   |
| Candela Peña  | El caso Asunta | Nominat   |

### Millor actor de televisió
| Actor             | Pel·lícula           | Resultat  |
| ----------------- | -------------------- | --------- |
| Tristán Ulloa     | El caso Asunta       | Guanyador |
| Miguel Bernardeau | Querer               | Nominat   |
| Alberto San Juan  | Cristóbal Balenciaga | Nominat   |

### Millor actriu de teatre
| Actriu               | Muntatge         | Resultat  |
| -------------------- | ---------------- | --------- |
| Aitana Sánchez-Gijón | La madre         | Guanyador |
| Alba Flores          | 1936             | Nominat   |
| María Hervás         | The Second Woman | Nominat   |

### Millor actor de teatre
| Actor/Companyia     | Muntatge          | Resultat |
| ------------------- | ----------------- | -------- |
| Ginés García Millán | Luces de bohemia  | Nominat  |
| Enric Auquer        | El dia del Watusi | Nominat  |
| Javier Cámara       | Vania x Vania     | Nominat  |

### Tota una vida
| Intèrpret        | Resultat  |
| ---------------- | --------- |
| Antonio Banderas | Guanyador |

### Millor pel·lícula espanyola segons els lectors
| Pel·lícula     | Director            | Resultat  |
| -------------- | ------------------- | --------- |
| La virgen roja | Paula Ortiz Álvarez | Guanyador |
| El 47          | Marcel Barrena      | Nominat   |
| La infiltrada  | Arantxa Echevarría  | Nominat   |

### Millor sèrie espanyola segons els lectors
| Candidata            | Resultat  |
| -------------------- | --------- |
| Querer               | Guanyador |
| El caso Asunta       | Nominat   |
| Cristóbal Balenciaga | Nominat   |